# Брэнд, Рассел
Ра́ссел Э́двард Брэнд (англ. Russell Edward Brand, род. 4 июня 1975, Грейс, Эссекс) — британский стендап-комик, актёр, публицист, писатель, теле- и радиоведущий, общественный деятель.
В Великобритании Рассел Брэнд получил известность в 2000-е годы как ведущий ток-шоу телеканала BBC Big Brother’s Big Mouth и соведущий «Шоу Рассела Брэнда» на радиостанции BBC Radio 2. Брэнд сыграл в ряде британских ситкомов и выступил ведущим нескольких церемоний вручения премий (например MTV Video Music Awards 2008 и 2009 года). Исполнил роли в фильмах «В пролёте», «Одноклассницы», «Пенелопа», «Сказки на ночь», «Побег из Вегаса», «Артур. Идеальный миллионер» и «Рок на века». Ведёт свой канал на YouTube — Trews (от True news — истинные, или правдивые новости) — где комментирует актуальные новости.
Также в 2000-е годы Брэнд оказался замешан в ряде громких скандалов. В 2001 году его уволили с MTV за то, что он 12 сентября 2001 года (на следующий день после Террористических актов в США) пришёл на работу переодетый в Усаму бен Ладена. В октябре 2008 года Брэнд был вынужден уйти с BBC Radio 2 после скандала, разгоревшегося после сделанного им скабрезного телефонного звонка в радиоэфире.
С 14 лет является вегетарианцем. Практикует йогу и медитацию, интересуется индуизмом. Занимается популяризацией трансцендентальной медитации, а также считает своим духовным наставником кришнаитского гуру Радханатха Свами.
В 2010—2012 годах был женат на американской певице Кэти Перри.

## Ранние годы
Рассел Брэнд родился 4 июня 1975 года в городке Грейз, Эссекс, Великобритания. Он был единственным ребёнком в семье Барбары Элизабет (в девичестве Никольс) и фотографа Рональда Брэнда .Родители Рассела поженились за шесть лет до его рождения и развелись, когда ему было шесть месяцев. Мать вырастила сына самостоятельно, и по воспоминаниям Рассела детство его было одиноким. В семилетнем возрасте Брэнд подвергся сексуальному насилию со стороны своего учителя. Когда Брэнду было восемь лет, его мать пережила сначала рак матки, а на следующий год — рак груди. Время, в течение которого его мать проходила интенсивную терапию в больнице, Брэнд провёл в доме своих родственников. В возрасте 14 лет Брэнд начал страдать нервной булимией. В 16 лет Брэнд оставил учёбу в школе и свой дом, где он не мог найти общий язык со своим отчимом. Он начал принимать наркотики, включая: каннабис, амфетамин, ЛСД, экстази, кокаин, крэк и героин В 2009 году в интервью для National Public Radio Брэнд рассказал, что имел «странные отношения» со своим отцом, которого он видел периодически и который во время поездки на Восток сводил его к проституткам. Отец Брэнда после развода с его матерью женился ещё дважды.
Брэнд получил образование в средней школе в Грейсе, где в 15 лет состоялся его театральный дебют: он сыграл роль «Толстого Сэма» в школьной постановке «Багси Мэлоун». После этого Брэнд какое-то время работал статистом. В 1991 году он поступил в Академию Италия Конти, первый год обучения в которой профинансировал муниципальный совет Эссекса. Из-за того, что Брэнд принимал наркотики, его в первый же год обучения исключили из Академии. Свои первые роли на телевидении Брэнд сыграл в детском телешоу «Mud» и в полицейском телесериале «Чисто английское убийство».
В 1995 году Брэнд успешно сдал вступительные экзамены в Королевскую академию драматического искусства и в Лондонский центр драмы, поступив на учёбу в последний. В это время Брэнд прочно сидел на наркотиках и был склонен к самоповреждению. По его собственным словам, подобно «невротичному панку», он крушил и ломал всё подряд. Однажды Брэнд, в ответ на неодобрительную реакцию на своё выступление, прямо на сцене разбил водочную рюмку, порезал себя осколками и для пущего эффекта облился поддельной кровью. В результате, к концу первого года учёбы Брэнда исключили из театральной школы. После этого он решил сосредоточиться на комедии и начал писать материалы вместе с Карлом Теобальдом, с которым он познакомился ранее в Центре драмы. Вместе они создали просуществовавший недолго комедийный дуэт «Теобальд и Брэнд на льду».

## Карьера

### Стендап-комеди

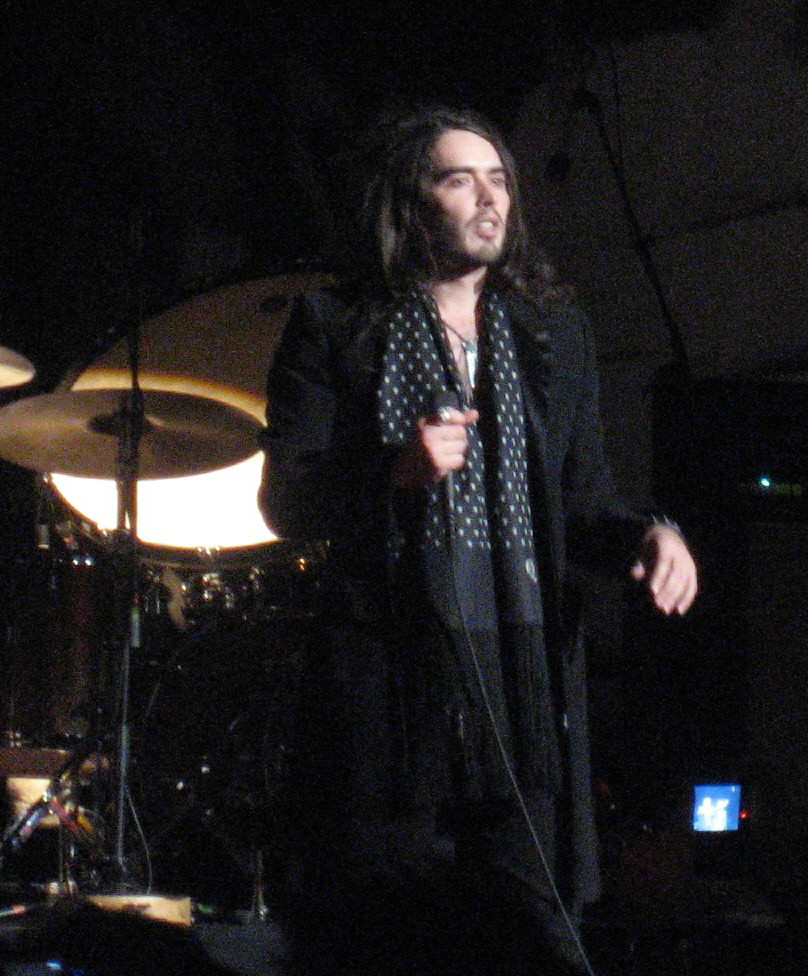
Рассел Бренд выступает в лондонском концертном зале Roundhouse (25 января 2009 года)

Первое значительное выступление Брэнда как стендап-комика состоялось в 2000 году на конкурсе молодых юмористов в лондонском театре Hackney Empire. В конкурсе Брэнд занял четвёртое место и его выступление привлекло внимание агента по поиску новых талантов. В том же году, в команде с двумя другими юмористами, Брэнд выступил на фестивале искусств «Эдинбургский фриндж». В 2004 году состоялось первое сольное выступление Брэнда на том же фестивале, называвшееся «Сейчас лучше». В этом выступлении Брэнд откровенно описал период своей жизни, в который он был наркоманом и сидел на героине. В следующем году Брэнд вернулся на фестиваль с номером под названием «Эротизированный юмор». В 2006 году состоялся его первый концертный тур по Великобритании, называвшийся «Shame» («Позор»). Брэнд высмеивал некоторые инциденты из своей жизни и то, что о нём писала британская пресса. Шоу вышло на DVD под названием «Russell Brand: Live». В 2006 году Брэнд также выступил с номером на благотворительном концерте «Бал секретной полиции», организованном в пользу организации «Международная амнистия». В марте 2007 года Брэнд вместе с Ноэлем Филдингом выступил ведущим благотворительной программы в пользу детей, больных раком. В декабре 2007 года он выступил перед королевой Великобритании Елизаветой II, принцем Филиппом и другими членами королевской семьи на Королевском эстрадном представлении. В том же году состоялся второй британский тур юмориста, называвшийся «Рассел Брэнд всего лишь шутит». На DVD шоу вышло как «Russell Brand: Doin' Life».
Затем Брэнд выступил с концертами в США, записав там для канала Comedy Central специальную программу «Рассел Брэнд в Нью-Йорке» которая вышла в эфир в марте 2009 года. С января по апрель 2009 года Брэнд выступал с концертами в Великобритании, США и Австралии в ходе тура под названием «Russell Brand: Scandalous» («Скандальный Рассел Брэнд»). В октябре-ноябре того же года, Брэнд дал несколько благотворительных концертов, сборы от которых пошли на помощь организации, занимающейся реабилитацией наркоманов. 9 ноября 2009 года вышел концертный DVD «Russell Brand: Scandalous».

### Работа на телевидении
Карьера Брэнда на телевидении началась в 2000 году с работы виджеем на музыкальном канале MTV, где он был ведущим шоу «Select» и передачи «Dance Floor Chart». В ходе работы над последней Брэнд посещал ночные клубы в Великобритании и на Ивисе. Год спустя Брэнда уволили с MTV за то, что он на следующий день после Террористических актов 11 сентября пришёл в студию переодетый в Усаму бен Ладена в сопровождении знакомого наркоторговца, которого представил гостье программы Кайли Миноуг. В 2008 году Брэнд вспоминал об этом инциденте в интервью журналу Rolling Stone: «Тогда я здорово торчал на крэке и героине. К тому же я был сильно возбуждён. Ведь я задолго до 11 сентября твердил всем об опасности, исходящей от бен Ладена. И тут случилось такое! Это как если бы в хит-парад неожиданно попала местечковая группа, которую ты любил много лет».
После MTV Брэнд выступил автором сценария и ведущим документальной комедийной телепередачи «RE:Brand», которая бросала вызов и высмеивала культурные табу. Программа выходила в эфир в течение 2002 года на британском спутниковом канале UK Play. В первом из выпусков Брэнд вызвал на боксёрский поединок своего отца, а в других: пригласил жить к себе домой лондонского бомжа и выполнял роль сутенёра для сидевшей на героине проститутки.
В 2004 году Брэнд выступил ведущим телешоу «Big Brother’s Eforum», в котором гости-знаменитости и зрители высказывали своё мнение по поводу происходящего в британском реалити-шоу «Большой брат 5». Когда вышел «Большой брат 6», название шоу поменялось на «Big Brother's Big Mouth» («Большой рот большого брата»). После «Celebrity Big Brother 5», Брэнд объявил о том, что не будет вести следующую серию «Big Brother’s Big Mouth». В своём официальном заявлении Брэнд поблагодарил всех продюсеров за то, что они «взяли на себя риск принять на работу в качестве ведущего телепередачи бывшего придурошного наркомана».
Затем Брэнд выступил ведущим специального выпуска под названием «Big Brother According to Russell Brand» («Большой брат глазами Рассела Брэнда»), в котором сделал сюрреалистический анализ реалити-шоу «Большой брат». Весной 2006 года Брэнд вернулся на MTV как ведущий чат-шоу «1 Leicester Square», которое выходило в эфир по воскресеньям в 8 часов вечера, но затем стало выходить в 10 часов по понедельникам, что позволило Брэнду ввести в него более взрослую тематику. Гостями на передаче были такие звёзды, как Том Круз, Ума Турман, Бой Джордж, Милла Йовович и комедийная труппа «Майти Буш». После окончания «Big Brother 7», Брэнд начал вести ток-шоу «Russell Brand's Got Issues» («У Рассела Брэнда есть проблемы») на канале E4. Первый выпуск передачи не смог привлечь большую зрительскую аудиторию, что побудило продюсеров изменить её название на «The Russell Brand Show» и транслировать её на Channel 4. Всего вышло в эфир пять эпизодов передачи.
В 2006 году Брэнд выступил ведущим церемонии вручения премии NME Awards. В ходе церемонии, Боб Гелдоф публично оскорбил Брэнда, на что Брэнд парировал: «На самом деле нет ничего удивительного в том, что Гелдоф является таким крутым специалистом по проблемам голода. Ведь он вот уже 30 лет обедает в ресторанах на деньги от „I Don’t Like Mondays“». В 2007 году Брэнд провёл церемонию BRIT Awards, представив группе Oasis премию за «Выдающиеся достижения в музыке», и выступил ведущим международного музыкального фестиваля Live Earth, состоявшегося 7 июля на стадионе Уэмбли в Лондоне.
В декабре 2007 года на телеканале BBC Four Брэнд представил документальный фильм «Russell Brand On the Road» («Рассел Брэнд в дороге»), посвящённый писателю-битнику Джеку Керуаку и его роману «В дороге». В том же году Брэнд вернулся на Channel 4 с передачей «Russell Brand's Ponderland», в которой в жанре стендап-комеди обсуждал такие темы, как детство и наука. Передача выходила в 2007—2008 годах и пользовалась большой популярностью: её аудитория составляла более 1 млн телезрителей.
Новость о том, что Брэнд будет вести церемонию MTV Video Music Awards 2008 года была встречена американскими СМИ скептически: ведь Брэнда американская публика практически не знала. Участие Бренда в церемонии не обошлось без полемики и скандалов. Так, он объявил, что эта ночь «была началом новой эры Бритни Спирс», в которую произошло «воскресение Спирс». Он также объявил, что «если бы существовала женщина-Христос, то это была бы Бритни». Брэнд призвал зрителей голосовать на предстоящих выборах за Барака Обаму, назвав президента США Джорджа Буша «умственно отсталым ковбоем» которому в Англии «не доверили бы даже подержать в руках ножницы». Брэнд также надсмеялся над «кольцами целомудрия», которые носили Jonas Brothers. Он заявил во время церемонии: «Они могут заниматься сексом с любой женщиной, с которой пожелают, но они выбрали не делать этого. Это всё равно, как если бы Супермен решил больше не летать и начал бы пользоваться общественным транспортом». За свои высказывания Брэнд получил угрозы убийством от оскорблённых американских телезрителей. Рейтинг популярности шоу по сравнению с предыдущим годом вырос на 20 %, что побудило продюсеров MTV пригласить Брэнда вести также и церемонию 2009 года, которая состоялась 13 сентября в концертном зале Radio City Music Hall в Нью-Йорке. Рейтинг этого шоу оказался самым лучшим с 2004 года. В апреле 2010 года Брэнд заявил в интервью журналу Rolling Stone, что на MTV Video Music Awards «Я научился не шутить над людьми, не имеющими чувства юмора, потому что они могут убить тебя за это».

### Актёрская работа

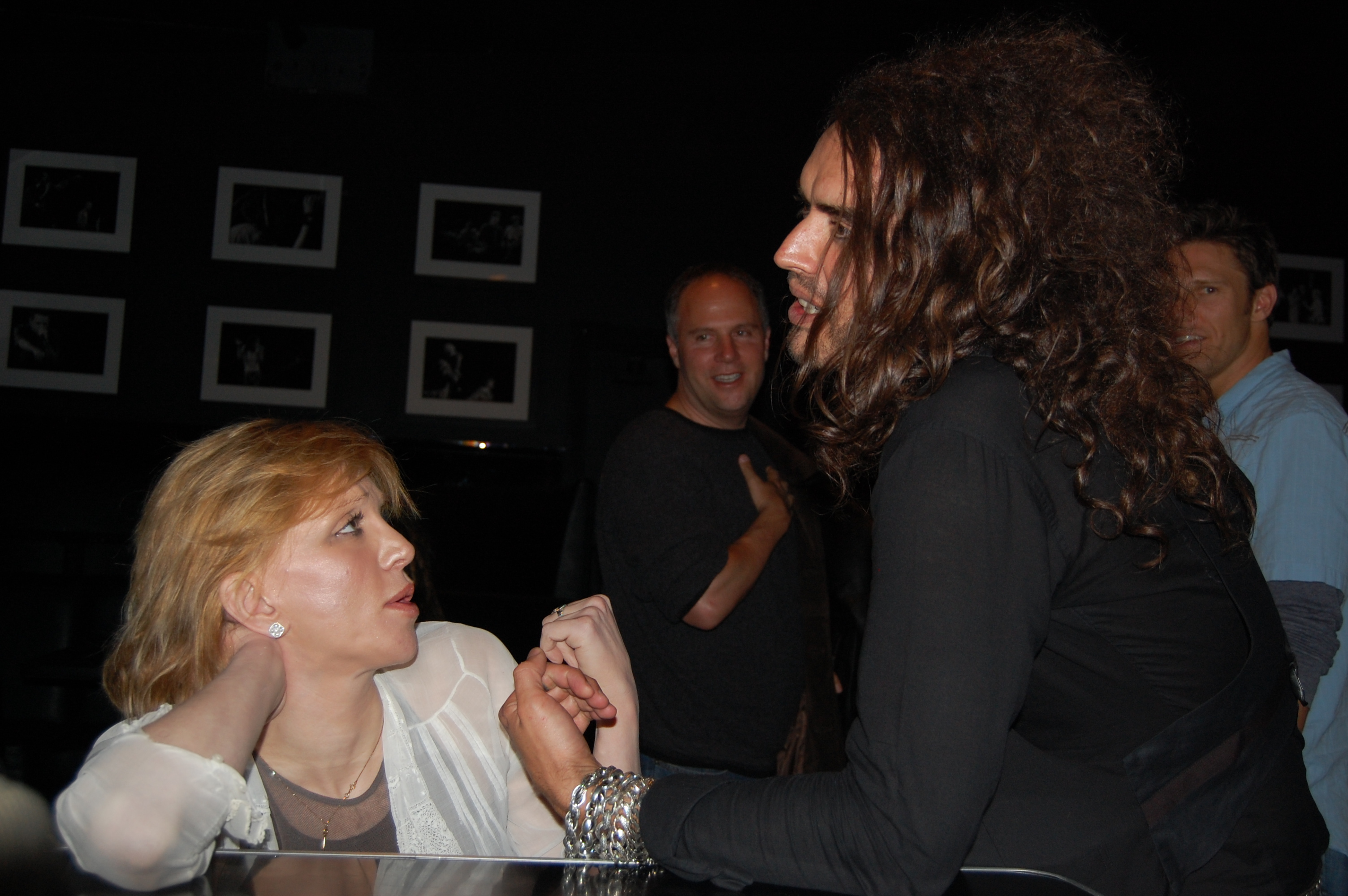
Рассел Брэнд и Кортни Лав в 2008 году

В 2002 году Рассел Брэнд появился в двух телешоу BBC: «White Teeth» и «Cruise of the Gods» (с последнего его уволили во время съёмок). В 2005 году Брэнд сыграл роль Томми в ситкоме BBC «Blessed». Брэнд также пробовался на роль Супер Хэнса для ситкома телеканала Channel 4 «Peep Show», однако сценаристы предпочли комика Мэтта Кинга. В 2007 году Брэнд снялся в ситкоме «Cold Blood» для канала ITV, сыграв роль бывшего вора по имени Элли. В другом британском ситкоме, «The Abbey», Брэнд сыграл роль проходящего лечение наркомана Терри. Брэнд также озвучил одного из персонажей в одной из серий мультфильма «Робби — северный олень».
В 2006 году Брэнд сыграл небольшую роль в фильме «Пенелопа», а в 2007 году — свою первую крупную роль в фильме «Одноклассницы». Переломным моментом в актёрской карьере Брэнда стала роль рок-музыканта Альдуса Сноу в фильме «В пролёте», вышедшем в 2008 году. Игра Брэнда получила восторженные отзывы критиков и продюсеры решили снять комедию, в которой бы Альдус Сноу в исполнении Брэнда был бы главным героем. В результате, в 2010 году на свет появилась комедия «Побег из Вегаса», имевшая огромный успех в прокате. Фильм был встречен в основном положительными отзывами критиков. Журнал Variety назвал ленту «очень пошлой пародией на „Почти знаменит“».
В 2008 году Брэнд также снялся в фильме «Сказки на ночь», в котором главную роль сыграл Адам Сэндлер. В 2010 году Брэнд сыграл роль Тринкуло в ленте Джули Теймор «Буря» — экранизации одноимённой пьесы Уильяма Шекспира. В 2011 году Брэнд сыграл главную роль в картине «Артур. Идеальный миллионер» — ремейке фильма «Артур» (1981). В 2011 году снялся в сериале «Биг Тайм Раш» канала Nickelodeon в эпизоде Big Time Beach Party. В 2016 году Брэнд сыграл роль Бога в комедии Ларри Чарльза «Миссия: Неадекватна» с Николасом Кейджем в главной роли.

### Работа на радио
Карьера Рассела Брэнда на радио началась в 2002 году, когда он вместе с другим английским комиком Мэттом Морганом выступил ведущим передачи на лондонской музыкальной радиостанции Xfm. Брэнда вскоре уволили с радиостанции за то, что он читал порнографические материалы в прямом эфире.
В апреле 2006 года Брэнд стал ведущим передачи «The Russell Brand Show», выходившей в эфир на радиостанции BBC 6 Music. В ноябре 2006 года радиошоу стало выходить на BBC Radio 2 по субботним вечерам. Шоу пользовалось большой популярностью: средняя аудитория одного выпуска составляла около 400 тыс. слушателей.
В одном из эпизодов «The Russell Brand Show», вышедшем в эфир 18 октября 2008 года, Брэнд и его коллега-диджей Джонатан Росс сделали несколько телефонных звонков актёру Эндрю Саксу, который в этот день должен был быть гостем программы, но так и не пришёл. После того, как актёр не ответил, Брэнд и Росс оставили на его автоответчике сообщение в виде сочинённой на ходу песне, в которой Брэнд спел Эндрю Саксу о том, что переспал с его внучкой Джиорджиной Бейли, участницей танцевальной труппы The Satanic Sluts («Сатанинские шлюхи»). 26 октября британская газета The Mail on Sunday опубликовала статью об этой истории, положив начало крупному скандалу. В BBC пришло рекордное количество писем с жалобами от слушателей. Поведение Брэнда и BBC подверглись критике со стороны ряда депутатов британского парламента и премьер-министра Гордона Брауна. В результате, Брэнд вынужден были уйти из BBC, а Россу запретили появляться в эфире в течение трёх месяцев. Директор BBC Radio 2 также подал в отставку, а британские власти оштрафовали BBC на сумму в 150 тыс. фунтов. Сразу же после того, как разразился скандал, перед домом Брэнда собралась толпа журналистов. При появлении Брэнда, журналисты попросили его прокомментировать инцидент. В ответ Брэнд, улыбнувшись, повторил несколько раз «Харе Кришна» и удалился в сопровождении своего телохранителя. Газета The Telegraph сочла «повторение религиозной мантры, столь любимой бритоголовыми людьми в оранжевой одежде» очень странным способом принесения извинений Эндрю Саксу.
Брэнд вернулся на радио в апреле 2009 года, выступив вместе со своим другом Ноэлем Галлахером в футбольном ток-шоу на радиостанции talkSPORT.

### Писательская деятельность
С мая 2006 по май 2009 года, Брэнд вёл свою колонку в газете The Guardian, обсуждая в ней британский футбол и, в частности, свой любимый клуб «Вест Хэм Юнайтед». В ноябре 2007 года был издан сборник публикаций Брэнда (с мая 2006 по июнь 2007 года) под названием «Irons in the Fire» («Железо в огне»). Второй сборник статей Брэнда (с июня 2007 по май 2008 года) был издан 16 октября 2008 года и назывался «Articles of Faith» («Статьи веры»). В книгу также вошли посвящённые теме футбола интервью Брэнда с Ноэлем Галлахером, Джеймсом Корденом и Дэвидом Баддилем.
15 ноября 2007 года вышла в свет автобиография Рассела Брэнда, «My Booky Wook». Книга была опубликована издательством Hodder & Stoughton, получила положительные отзывы критиков и стала бестселлером в Великобритании. Газета The Observer заметила, что «Перед увлекательной историей Рассела Брэнда в „My Booky Wook“ о наркотиках и разврате, все другие мемуары знаменитостей просто блёкнут».
В июне 2008 года Брэнд подписал контракт с HarperCollins на издание «Articles of Faith» и второй части своей автобиографии, «My Booky Wook 2: This Time It’s Personal», получив от издательства гонорар в размере 1,8 млн фунтов стерлингов. «Booky Wook 2: This Time It’s Personal» вышла в свет 30 сентября 2010 года.
В октябре 2014 года вышла новая книга Брэнда, Revolution.

### Музыкальная деятельность
В 2007 году, к сороковой годовщине выхода альбома The Beatles Sgt. Pepper’s Lonely Hearts Club Band, Брэнд вместе с композитором-лауреатом «Грэмми» Дэвидом Арнольдом записал кавер-версию песни «When I’m Sixty-Four». Брэнд также спел две песни для саундтрека фильма «В пролёте», в котором он сыграл рок-музыканта Альдуса Сноу, вокалиста группы Infant Sorrow. Брэнд снова сыграл Альдуса Сноу в фильме «Побег из Вегаса», на саундтреке которого вышли 14 песен в его исполнении. В первую неделю после выхода, саундтрек поднялся до 1-го места в чарте саундтреков iTunes Store и до 8-го места в чарте альбомов.
В 2010 году, вместе с Робби Уильямсом, Брэнд принял участие в записи песни «Three Lions» — гимна сборной Англии на Чемпионате мира по футболу 2010. В августе 2012 года он выступил на церемонии закрытия Летних Олимпийских игр в Лондоне, где исполнил битловский «I Am the Walrus» и песню «Pure Imagination» из фильма «Вилли Вонка и шоколадная фабрика».

## Личная жизнь
Брэнд живёт в Лос-Анджелесе вместе со своим котом, который носит имя одного из его любимых певцов — Моррисси, и немецкой овчаркой по кличке Медведь. До 2009 года Брэнд жил в Хампстеде, Лондон, но в конце 2009 года приобрёл за 3,5 млн долларов особняк в Лос-Анджелесе и в 2010 году продал свой лондонский дом.
Брэнд с 14 лет является вегетарианцем. В 2006 году организация по защите прав животных PETA признала Брэнда самым сексуальным вегетарианцем в Европе, а в 2007 году наградила званием самого сексуального вегетарианца в мире. В 2011 году PETA снова назвала Брэнда самым сексуальным вегетарианцем в мужской категории. В своём заявлении организация отметила, что Брэнд получил почётный титул «за пропаганду отказа от употребления мяса в пищу и за демонстрацию того, что вегетарианство помогает человеку выглядеть здоровым и чувствовать себя легко».
Брэнд одевается в богемном стиле, и говорит, что похож на «садомазохистского Вилли Вонку». Страдает биполярным аффективным расстройством, а в прошлом болел нервной булимией и был склонен к самоповреждению. У Бренда часто возникали проблемы с полицией, которая арестовывала его 11 раз.
Брэнд был наркоманом, гиперсексуалом и алкоголиком, но с 2002 года не пьёт, не курит и не принимает наркотики. Избавиться от наркотической зависимости ему помогло повторение мантры «Харе Кришна» и кришнаиты. Брэнд является покровителем благотворительной организации по реабилитации наркоманов Focus 12, в которой он сам в своё время проходил лечение. В 2015 году Брэнд открыл кафе, в котором работают люди, поборовшие наркотическую зависимость — Trew Era Cafe.

### Семья
В 2007 году Брэнд признался в одном из интервью, что за свою жизнь переспал с более чем 2000 женщин, а в январе 2009 года заявил, что за один месяц имел секс с 80 женщинами.
В 2010 году Брэнд женился на американской певице Кэти Перри, с которой познакомился летом 2008 года. во время съёмок фильма «Побег из Вегаса» (где Кэти снялась в камео). Встречаться они начали в сентябре 2009 года, после церемонии MTV Video Music Awards. Кэти Перри не выиграла ни одной премии и Брэнд, будучи ведущим программы, заявил: «Кэти Перри не выиграла сегодня премию, а она живёт в одном отеле со мной. Ей нужно будет плечо поплакать. Так что, в какой-то степени, настоящий победитель сегодня — это я». Спустя два месяца, Брэнд заявил, что думает жениться на ней. 6 января 2010 года Брэнд и Перри объявили о своей помолвке. Брэнд сделал предложение Кэти Перри в Индии, в новогоднюю ночь верхом на слоне. Свадьба состоялась 23 октября 2010 года в Раджастхане и прошла по индуистскому обряду. 30 декабря 2011 года Брэнд подал документы на развод. В заявлении, поданном в суд Лос-Анджелеса, Брэнд указал на «непримиримые противоречия» в отношениях с супругой. Брэнд прокомментировал развод следующим образом: «К сожалению, наш брак с Кэти распался. Я всегда буду нежно любить её и знаю, что мы останемся друзьями».
С 2015 года Брэнд состоит в отношениях с Лаурой Галлахер. В ноябре 2016 года у пары родилась дочь Мейбл.

### Религиозные взгляды
Брэнд увлекается йогой и, по его собственным словам, «постоянно занимается медитацией». Брэнд называет себя верующим человеком и говорит, что его мировоззрению больше всего соответствует индуизм. Он много раз посещал кришнаитскую общину Бхактиведанта-мэнор в Хартфордшире и храм Радхи-Кришны в Лондоне. Бренд часто заканчивает свои стендап-выступления, шоу и передачи на радио и телевидении фразой «Харе Кришна». В 2007 году он написал в своей колонке в The Guardian: «Я повторяю Харе Кришна как можно чаще, иногда даже тогда, когда меня не снимают». Брэнд также утверждает, что «кришнаиты научили меня тому, что реальность — это иллюзия и что не нужно стесняться, когда дело касается причёсок».
Одним из духовных наставников Брэнда является кришнаитский гуру Радханатх Свами, который помог ему «поменять взгляд на жизнь и любовь». Согласно газете The Times, после одной из встреч с Радханатхом Свами Брэнд заявил: «Он красивая личность. У него есть ответы на мои вопросы. Я человек духовный и всё более и более становлюсь таковым. Это уровень, на котором я хотел бы вибрировать, но тому мешает одолевающая меня жажда секса и гламура». В другой раз Брэнд прокомментировал той же газете: «Я встретился с этим Свами и сказал ему: „Я преисполнен эгоизма и амбиций, они пронизывают меня, они — моя жизнь, я живу ими“. Он ответил: „Не волнуйся. Это дар Бога. Используй это в служении Ему“. Вообще-то он сказал не Бог, а Кришна, но я перевожу это на английский, чтобы не звучало так странно».

### Общественная деятельность
В январе 2009 года, Брэнд и ряд других звёзд написали в газету The Independent заявление, в котором призвали Израиль прекратить атаки на Сектор Газа, приведшие к массовым жертвам среди мирного населения.

## Фильмография
| Год  | Фильм                      | Роль                                          | Примечания |
| ---- | -------------------------- | --------------------------------------------- | ---------- |
| 2007 | Одноклассницы              | Флэш Хэрри                                    |            |
| 2008 | Пенелопа                   | Сэм                                           |            |
| 2008 | В пролёте                  | Альдус Сноу                                   |            |
| 2008 | Сказки на ночь             | Микки / Бабах / сатир / Микки-пук-Верный друг |            |
| 2010 | Буря                       | Тринкуло                                      |            |
| 2010 | Побег из Вегаса            | Альдус Сноу                                   |            |
| 2010 | Гадкий я                   | доктор Нефарио (голос)                        |            |
| 2011 | Вредный Фред               | Вредный Фред                                  |            |
| 2011 | Артур. Идеальный миллионер | Артур Бэч                                     |            |
| 2012 | Рок на века                | Лонни Барнетт                                 |            |
| 2012 | Lamb of God                | Уильям                                        |            |
| 2013 | Гадкий я 2                 | доктор Нефарио (голос)                        |            |
| 2016 | Миссия: Неадекватна        | Бог                                           |            |
| 2020 | Сэм: Песочный эльф         | Тристан Трент III                             |            |
| 2022 | Смерть на Ниле             | доктор Бесснер                                |            |
| 2022 | Миньоны: Грювитация        | доктор Нефарио (голос)                        |            |

## Награды и премии
| Год  | Церемония                               | Премия                                |
| ---- | --------------------------------------- | ------------------------------------- |
| 2006 | Time Out                                | Лучший стендап-комик                  |
| 2006 | Loaded Laftas                           | Лучший стендап-комик                  |
| 2006 | British Comedy Awards                   | Лучший молодой исполнитель            |
| 2007 | 33rd Annual Television and Radio Awards | Лучший телевизионный исполнитель      |
| 2007 | Channel 4                               | 100 величайших стендап-комиков (69-й) |
| 2008 | British Book Awards                     | Биография года                        |
| 2008 | British Comedy Awards                   | Лучший стендап в прямом эфире         |

## Книги
- Brand, Russell. Articles Of Faith. — London: HarperCollins., 2008. — ISBN 978-0007298815.
- Brand, Russell. Irons in the Fire. — London: Hodder & Stoughton., 2007. — ISBN 978-0340961360.
- Brand, Russell. My Booky Wook. — London: Hodder & Stoughton., 2007. — ISBN 978-0340936153.
- Carey, Tanith. Russell Brand. — London: Michael O'Mara Books[англ.], 2007. — ISBN 978-1843172406.
- Stone, Dave. Russell Brand: Mad, Bad and Dangerous to Know (англ.). — London: John Blake Publishing, 2007. — ISBN 978-1844543960.